# 維丁市鎮

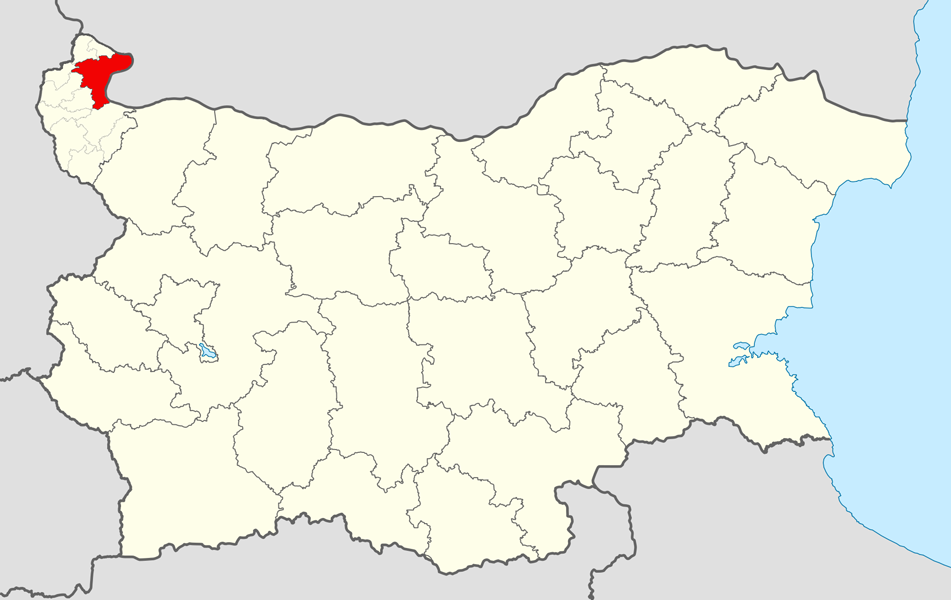

維丁市，是保加利亞的城鎮，位於該國西北部，由維丁州負責管轄，首府設於維丁，面積501平方公里，2009年人口66,126，人口密度每平方公里131.99人。
43°59′N 22°48′E / 43.983°N 22.800°E